# ペー・ベンジャミン
ペー・ベンジャミン（英:Per Benjamin、1970年 - ）は、スウェーデンのフラワーデザイナー。 スウェーデン出身、ストックホルム在住。2002年フラワーデザイン競技のワールドカップであるインターフローラ・ワールドカップにて優勝。以降、世界各国にて活躍、日本に於いてもデモンストレーションやレクチャーを多数開催。2005年には「善光寺大花展」（エキシビション）善光寺本坊大勧進・長野市に出展。
オランダのマックス・ヴァン・デ・スラウス（Max van de Sluis）と、ベルギーのトーマス・デ・ブラウネ（Tomas De Bruyne）との三人で、フラワーデザイナーのグループLife3を結成している。

## 略歴
- 1997年 フラワーデザイン・コンペティション・スウェーデン選手権にて優勝
- 1998年 フラワーデザイン・コンペティション・ストックホルムオープンにて優勝
- 2000年 フラワーデザイン・コンペティション・スカンジナビア選手権にて優勝
- 2002年 インターフローラ・ワールドカップにて優勝
- 2005年 善光寺大花展（善光寺 本坊大勧進・長野市）に出展